# Phlegetonia dinawa
Phlegetonia dinawa là một loài bướm đêm trong họ Noctuidae.